# 木村聡司
木村 聡司（きむら さとし、1996年5月6日 - ）は、静岡県静岡市出身の元プロ野球選手（内野手）。右投右打。プロでは育成選手であった。

## 経歴
高校時代は1年夏に甲子園出場。
2年生の時は、ピッチャーとしても起用される。3年生の夏の甲子園大会県予選では県大会ベスト4で敗退。
2014年10月23日に行われたドラフト会議において、広島東洋カープから育成2位指名を受け、入団。
2016年は四国アイランドリーグplusの愛媛マンダリンパイレーツへ派遣される。
2017年10月31日に自由契約公示されたが、育成選手として再契約した。
2018年10月31日、自由契約公示されたが、育成選手として再契約した。
2019年に戦力外通告を受けた。
広島退団後は地元に戻り、2020年は静岡ガス野球部（軟式）でプレー。

## 詳細情報

### 年度別打撃成績
- 一軍公式戦出場なし

### 背番号
- 123 （2015年 - 2019年）
- 6 （2016年） ※愛媛マンダリンパイレーツでの背番号